# 1986년 태풍
1986년에는 1월 7일에 제1호 태풍 주디가 발생한 것을 시작으로, 연말까지 총 29개의 태풍이 발생하였다. 평균적으로 1년 동안 태풍 발생 개수가 26.7개인 것과 비교하면 높은 수치이다.
그리고 1999년까지는 미국 합동태풍경보센터에서 이름을 지었기 때문에, SSHS로 열대저기압인것은 이름을 붙이지 않았다.

## 통계
이 문서에서는 1986년에 발생한 태풍들의 활동에 대해 기록하였다.

### 월별 태풍 발생 개수
- 1986년 기록과 30년 평균 기록의 비교

| -                              | 1월       | 2월       | 3월       | 4월       | 5월       | 6월       | 7월       | 8월        | 9월        | 10월       | 11월       | 12월       |
| ------------------------------ | --------- | --------- | --------- | --------- | --------- | --------- | --------- | ---------- | ---------- | ---------- | ---------- | ---------- |
| 1986년 (누적)                  | 0 (0)     | 1 (1)     | 0 (1)     | 1 (2)     | 2 (4)     | 2 (6)     | 3 (9)     | 5 (14)     | 3 (17)     | 5 (22)     | 4 (26)     | 3 (29)     |
| 30년 평균 1971년~2000년 (누적) | 0.5 (0.5) | 0.1 (0.6) | 0.4 (1.0) | 0.8 (1.8) | 1.0 (2.8) | 1.7 (4.5) | 4.0 (8.5) | 5.5 (14.0) | 5.0 (19.0) | 3.9 (22.9) | 2.5 (25.4) | 1.3 (26.7) |

## 특징
- 태풍 웨인은 진로가 매우 복잡하게 얽혀 있으며, 지금까지 발생한 태풍 중에서 가장 오래 생존하였다. (19일 6시간)

## 활동한 태풍

### 제1호 태풍 주디
저위도에서 발생한 태풍 9위에 올라갔다.